# Enrojecimiento interestelar
En astronomía, enrojecimiento interestelar es un fenómeno asociado con la extinción interestelar en el que el espectro observado de radiación electromagnética de una fuente astronómica cambia con respecto al que originalmente emitió la fuente.
El enrojecimiento se debe a que la luz es dispersada por el polvo y otra materia en el medio interestelar, y no debe confundirse con el desplazamiento al rojo, que es un corrimiento en la longitud de onda de todas las características del espectro, proporcional a la longitud de
onda de cada una, y que es producido por el efecto Doppler y la expansión del universo.
El enrojecimiento afecta con mayor intensidad a los fotones de longitud de onda más corta, especialmente en el rango azul del espectro visible y en el ultravioleta; y menos en el rojo y el infrarrojo. De ahí que las fuentes astronómicas que lo sufren aparezcan más rojas de lo que son
en realidad.
En cualquier sistema fotométrico, el enrojecimiento interestelar puede describirse mediante un exceso de color.
Por ejemplo, en el sistema fotométrico UBV, el exceso de color {\displaystyle E_{B-V}} se relaciona con el índice de color B-V mediante:
{\displaystyle E_{B-V}=(B-V)_{\textrm {observado}}-(B-V)_{\textrm {intrinseco}}}